# Cardigan
Cardigan er en amerikansk stumfilm fra 1922 af John W. Noble.

## Medvirkende
- William Collier, Jr. som Michael Cardigan
- Betty Carpenter som Silver Heels
- Thomas Cummings som Sir William Johnson
- William Pike som Walter Butler
- Charles Graham som John Murray
- Madeleine Lubetty som Marie Hamilton
- Hattie Delaro som Lady Shelton